# 罗伊·布伦特
羅伊·迪恩·布伦特（1950年1月10日—），是一位美國共和黨政治人物，2011年-2023年擔任密蘇里州美國參議院議員。
布朗特自1997年到2011年為美國眾議院密蘇里州第七國會選區的代表議員，該選區涵蓋密蘇里州西南大部分地方，包括斯普林菲爾德、喬普林、迦太基及尼歐肖；布蘭森的熱門旅遊地也屬於此選區。2011年1月，布朗特成功躋身參議院，密蘇里州第七國會選區眾議員席位由比利·朗取得。
在眾議院多數黨領袖湯姆·迪萊因被刑事起訴而辭任德州眾議員後，布朗特曾從2005年9月29日至2006年2月2日擔任代理眾議院多數黨領袖，直到俄亥俄州眾議員約翰·博納當選為迪萊的替換人選；布朗特也是第110屆國會的眾議院少數黨黨鞭，但在2008年大選後，他宣布將會辭去此職務。2011年，布朗特當選為參議院共和黨會議副主席。
2005年至2009年出任密蘇里州州長的馬特·布朗特是布朗特的兒子，是少數父子二人同時活躍於政壇的例子，他們二人也是自1945年以來僅有的兩名共和黨籍密蘇里州州務卿。

## 延伸閱讀
- 美國國會國家人物傳記大辭典中的傳記
- 由華盛頓郵報維護的投票記錄
- 智慧投票计划中的傳記、投票紀錄及利益集團評級
- 聯邦選舉委員會中的競選財務報告和數據

## 外部連結
- C-SPAN內的頁面（英文）
- 羅伊·布朗特 （页面存档备份，存于）參議院官方網站
- 羅伊·布朗特參議員競選網站 （页面存档备份，存于）
- 中的“罗伊·布伦特”

| 官衔                         | 官衔                                                                    | 官衔                   |
| ---------------------------- | ----------------------------------------------------------------------- | ---------------------- |
| 前任者： 詹姆斯·柯克帕特里克 | 密蘇里州州務卿 1985年－1993年                                           | 繼任者： 朱迪·莫里亞蒂 |
| 學術機關職務                 |                                                                         |                        |
| 前任者： 韋恩·戈特 代理      | 西南浸信會大學校長 1993年－1996年                                       | 繼任者： 帕特·泰勒     |
| 美国众议院                   |                                                                         |                        |
| 前任者： 梅爾·漢考克         | 密蘇里州第七國會選區 眾議院議員 1997年－2011年                          | 繼任者： 比利·朗       |
| 前任者： 湯姆·迪萊           | 眾議院多數黨黨鞭 2003年－2007年                                         | 繼任者： 吉姆·克萊伯恩 |
| 前任者： 湯姆·迪萊           | 眾議院多數黨領袖 代理 2005年－2006年                                    | 繼任者： 約翰·博納     |
| 前任者： 斯坦利·霍耶         | 眾議院少數黨黨鞭 2007年－2009年                                         | 繼任者： 埃里克·康托爾 |
| 政党职务                     |                                                                         |                        |
| 前任者： 丹尼斯·哈斯特爾特   | 眾議院共和黨首席副鞭 1999年－2003年                                     | 繼任者： 埃里克·康托爾 |
| 前任者： 湯姆·迪萊           | 眾議院共和黨副領袖 代理 2005年－2006年                                  | 繼任者： 約翰·博納     |
| 前任者： 約翰·博納           | 眾議院共和黨副領袖 2007年－2009年                                       | 繼任者： 埃里克·康托爾 |
| 前任者： 特倫特·洛特         | 美國參議員密蘇里州共和黨被提名人 （第3類） 2010年、2016年               | 繼任者： 埃里克·施米特 |
| 前任者： 約翰·巴拉索         | 參議院共和黨會議副主席 2012年–2019年                                    | 繼任者： 喬尼·恩斯特   |
| 前任者： 約翰·巴拉索         | 参议院共和党政策委员会主席 2019年-2023年                                | 繼任者： 喬尼·恩斯特   |
| 美国参议院                   |                                                                         |                        |
| 前任者： 基特·邦德           | 密蘇里州第3類參議員 2011年－2023年 與克蕾兒·麥卡斯基、约什·霍利同時在任 | 繼任者： 埃里克·施米特 |
| 前任者： 格雷格·哈珀         | 國會圖書館聯合委員會主席 2015年－2017年                                 | 繼任者： 格雷格·哈珀   |
| 前任者： 查克·舒默           | 参议院规则和行政委员会主席 2015–2017                                    | 繼任者： 理查·謝爾比   |
| 前任者： 查克·舒默           | 國會就職典禮聯席委員會主席 2016–2020                                    | 空缺                   |
| 前任者： 理查·謝爾比         | 参议院规则和行政委员会主席 2018–2021                                    | 繼任者： 艾米·克罗布彻 |
| 前任者： 理查·謝爾比         | 國會印刷聯合委員會主席 2018–2019                                        | 繼任者： 佐伊·洛夫格伦 |
| 前任者： 格雷格·哈珀         | 國會圖書館聯合委員會高阶委员 2019–2021                                  | 繼任者： 佐伊·洛夫格伦 |
| 前任者： 艾米·克罗布彻       | 参议院规则和行政委员会高阶委员 2021—2023                                | 繼任者： 德布·菲舍尔   |